# 北威爾穆特 (紐約州)
北威爾穆特（英語：North Wilmurt）是位於美國紐約州赫基默縣的非建制地區。

## 地理
北威爾穆特所處的海拔為高於海平面494米（即1621英呎），而該地所採用的時區為UTC-5，即北美东部时区（EST）。同時該地設有夏令時間，為UTC-5調快一小時，即UTC-4（EDT）。